# Брони
Бро́ни (англ. Brony — слияние слов англ. brother — брат и англ. pony — пони, во мн. ч. англ. Bronies) — фэндом поклонников мультсериала My Little Pony: Friendship is Magic, ориентированного на девочек младшего возраста и их родителей, но получившего неожиданное признание среди взрослых мужчин и юношей в возрасте от 14 до 35 лет и старше. Персонажи, истории, стиль анимации и сериал в целом распространился в Интернете как интернет-мем.
Хотя изначально казалось смешным, что взрослые мужчины восторгаются шоу для маленьких девочек, фэндом действительно глубоко проникся идеями сериала. Это явление считается частью тенденции «Новая искренность». Технологически подкованные члены фэндома создали многочисленные работы в виде рассказов, музыки, картин и видео, основанных на идеях сериала, а также веб-сайты и конвенты. Участники фэндома принимают участие в благотворительных мероприятиях, как организованных создателями сериала, так и собственных.
Успех этого сериала среди старшей аудитории стал неожиданностью для Hasbro, Лорен Фауст и других создателей сериала, но они приняли новых фанатов, не меняя целевую аудиторию сериала. Продюсеры и актёры озвучивания принимали участие в фанатских конвентах, брони-фэндом был упомянут в официальной рекламе, а также дополнительное внимание в сериале уделено второстепенным персонажам, ставшим популярными среди фанов, например, Дерпи Хувс, Винил Скрэтч. Отчасти в результате этих усилий «Дружба — это чудо» стал сериалом с самым высоким рейтингом в истории вещания телеканала The Hub.

## Появление и распространение
Одним из первых обзоров сериала был обзор Амида Амиди, написанный им для сайта посвящённого анимации «Cartoon Brew». В своей статье Амиди выражал обеспокоенность тем, что привлечение к созданию сериала таких талантов, как Лорен Фауст, является новой тенденцией, направленной на развитие прибыльной анимации, такой, как анимация, основанная на серии игрушек. По мнению Амиди, приглашение Лорен — это не только решение проблемы с разрозненной аудиторией, но и «признание поражения в развитии индустрии. Время, когда ТВ-анимация машет белым флагом». Хотя сериал обсуждали на форуме 4chan (раздел анимаций) ещё до публикации этой статьи, тревожный настрой статьи привёл к усилению интереса к сериалу. Это привело, в свою очередь, к возникновению положительного отношения, вызванное его сценарием, персонажами и общим стилем анимации. Это отношение вскоре распространилось и на другие разделы 4chan, в которых с регулярной частотой стали появляться шутки и мемы, основанные на сериале. Некоторые из них содержали фразы, взятые из сериала, такие как «anypony», «everypony» и «nopony» вместо английских слов «anybody» («кто-нибудь»), «everybody» («все») и «nobody» («никто»), или содержащие идею, что некоторые люди смотрят сериал ради «плота» (каламбур, основанный на двойном значении слова англ. plot — «сценарий» или «задница»), намекавшую на круп лошади.
Количество постов о «Дружбе — это чудо» привлекло внимание к сайту 4chan. Фанаты стали защищать сериал на досках 4chan’a от разнообразных нападок троллей. Это привело к временному запрету любых дискуссий, связанных с сериалом и пони на сайте. Кристофер Пул, основатель 4chan, вскоре признал популярность сериала на своём сайте на фестивале 2011 года South by Southwest. После этого Кристофер создал отдельную доску, посвящённую обсуждению сериала и его фэндома. Несмотря на то, что стало возможным свободное обсуждение на 4chan’е, фанаты стали создавать тематические ресурсы, а сам фэндом распространился и на другие Интернет-форумы.
Интерес зрелой аудитории к сериалу сравним с вниманием к таким проектам, как «Суперкрошки», «Приключения мультяшек», «Озорные анимашки», «Новая жизнь Рокко», «Финес и Ферб», «Yo Gabba Gabba!», и «Губка Боб Квадратные Штаны»: зрители оценили шутки, ориентированные на взрослую аудиторию и испытывали ностальгию по старым мультикам. Многие из вышеперечисленных сериалов привлекли фанатов, среди которых были студенты, уже воспитывавшие своих детей во время показа «My Little Pony». Отсылки в сериале к другим произведениям показаны таким образом, чтобы более зрелая аудитория смогла их узнать. Например, сделаны отсылки к Шоу Бенни Хилла, X-men, Космической Одиссеи: 2001, Большому Лебовски и Diamond Dogs. Многие из фанатов были удивлены своей любви к сериалу. Например, Шон Скотелларо, оператор Equestria Daily, одного из главных фанатских веб-сайтов сериала, сказал: «Честно, если бы мне семь месяцев назад кто-нибудь сказал, что я буду вести пони-блог, я бы назвал этого человека сумасшедшим». Он также заметил, что распространению среди подростков поспособствовало присутствие сериала в онлайн-играх. Майк Фахи, редактор игрового веб-сайта «Kotaku», отметил, что «фэндом создаёт дружеские отношения среди разных групп людей, которые в противном случае могли бы просто сидеть в разных частях Интернета и оскорблять друг друга». Дальнейший интерес к сериалу был привлечён общественностью фурри, которое включает в себя большое количество фанатов анимации. Один из участников проекта «The Brony Study» (ниже) доктор Марша Рэддэн сказала, что «взрослые фанаты являются реакцией на поглощённые терроризмом в последние десять лет Соединённые Штаты», на манер Холодной Войны, и «они устали бояться агрессии и враждебности»; сериал и фэндом являются своего рода клапанами для этих волнений. Она сравнивает фэндом Брони с похожими на них «Бит-поколением» после Второй Мировой Войны и движением хиппи после войны во Вьетнаме.

## Фэндом и фанатская активность

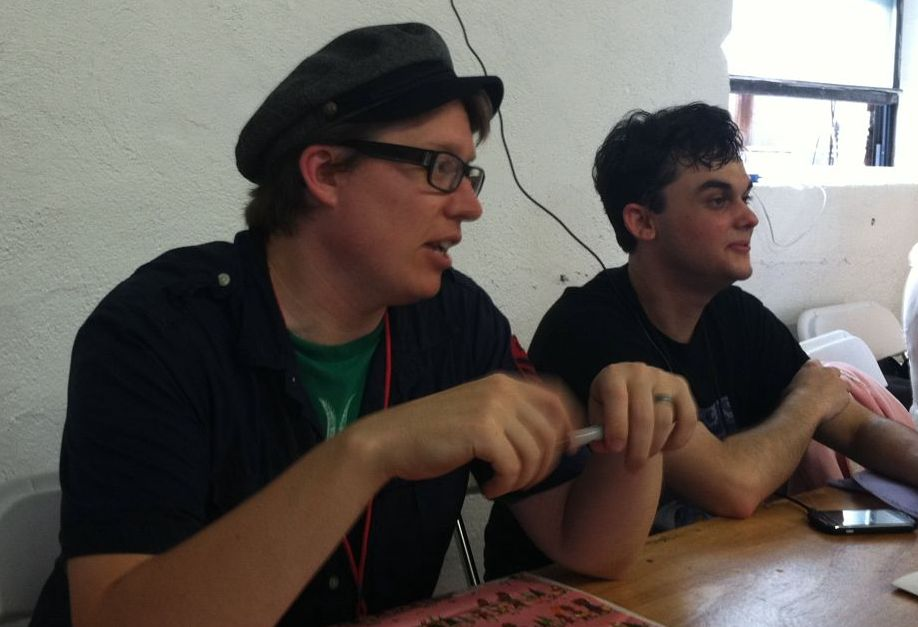
Джейсон Тиссен (Jayson Thiessen), режиссёр (слева), и Шон Скотелларо (Shaun Scotellaro, «Sethisto»), основатель фан-сайта Equestria Daily, на БрониКоне 2011 года

В качестве самоназвания фанаты сериала используют слово «брони», словослияние от слов «бро» — брат и «пони». Хотя термин в основном обозначает фанатов мужского пола, за пределами целевой аудитории он применяется к фанатам любого пола. Ещё один термин, «Pegasister» (Пегасестра), был использован для обозначения фанатов женского пола. Два неофициальных опроса среди 2300 и 9000 участников показали, что средний возраст взрослых фанатов составляет около 21 года, 86 % опрошенных — мужчины, и 63 % в настоящее время получают степень бакалавра и выше. Другой опрос, проведённый в 2012 году среди более чем 20 000 респондентов, показал схожие цифры, и подчеркнул, что большинству фанатов от 15 до 30 лет, они гетеросексуалы и учатся или имеют высшее образование. Кроме того, результаты включённого в опрос теста личности по К. Юнгу, показали, что крупнейшая доля респондентов относится к социотипу INTJ, которая обычно составляет только от 1 до 3 % населения[значимость факта?].
Некоторые брони являются военнослужащими в частях Армии США и были вовлечены в субкультуру «кьютимарок», нашивая их на обмундирование и снаряжение, хотя это и не является частой практикой для большинства брони-военнослужащих. Маргарэт Лоаш, генеральный директор и руководитель канала Hub, отметила одно из электронных писем от группы военнослужащих из Афганистана. В нём рассказывалось, как солдаты узнали о сериале из писем своих дочерей и их внимание привлекла командная работа, забота друг о друге, показанные в сериале, которая так сильно резонирует со службой в армии. Неофициальная статистическая перепись демонстрирует с 95 % точностью, что на сентябрь 2012 года в США от 7 до 12,4 миллионов людей идентифицировали себя как брони.
В настоящее время доктором Патриком Эдвардсом, профессором психологии в колледже Вофорд, совместно с нейропсихологом, доктором Рэддэном, проводится детальное исследование субкультуры под названием «The Brony Study». В начале исследования учёные сопоставили одно из вышеупомянутых наблюдений, и Эдвардс предоставил результаты на текущих брониконах. Эдвардс отметил, что брони как субкультура «предоставила возможность изучать феномен с самого начала», и он планирует продолжить изучение и наблюдение за развитием субкультуры. Заслуженный учёный, профессор Билл Эллис из университета Пэн Стэйт сравнил субкультуру Брони с культурой отаку, фанатов аниме — японской анимации. Эллис, высказываясь на 2012 AnimeNEXT фестивале, считал, что отаку, как и брони, «не имеют отклонений в психике и развитии», а всего лишь «не являются большинством» в выборе своих интересов. Эллис отметил, что фанаты обеих групп часто высмеиваются за свой интерес к медиа-продукту, ориентированному прежде всего на зрителей противоположного пола.
Хотя первоначальный рост фэндома произошёл на сайте 4chan, где участники иронизировали на тему того, как взрослые мужчины смотрят сериал для маленьких девочек, фэндом продолжает расти за счёт искренней признательности его фанатов. Роберт Томсон, профессор в области медиа в Университете Сайракьюс, утверждает, что «одно дело, когда парни любят мотоциклы, машины и футбол. Но парень, любящий „My Little Pony“ — это настолько не от мира сего, что становится почти авангардом. В этом есть дух бунтарства». Согласно Анжеле Вотчкаттэр из журнала Wired, фэндом является примером нео-искренности в Интернете, где эти более зрелые зрители смотрят сериал «не иронично» и «без чувства вины», разрушая половые стереотипы, создавая своё творчество на его основе. Профессор Робэрта Пирсон из университета Ноттингэма в своих учениях в фильме и на телевидении заявила, что «это уровень фанатского признания, который я никогда не видела прежде» в то время как профессор по изучению коммуникаций Чарльз Сокап из университета Северного Колорадо высказал предположение, что все эти усилия являются свидетельством «эры ультра-культуры», которую представляют брони, где «потребители медиа-продуктов обнаруживают невероятно неожиданные и непонятные подтексты, которые культивируют уникальность и самобытность их личностей».

### В интернете
Такие веб-сайты, как Equestria Daily и Ponychan, были созданы фанатами, чтобы делиться музыкой, изображениями, историями и новостями, касающимися сериала. Созданный в январе 2011, сайт Equestria Daily только за первые девять месяцев получил около 36 миллионов посещений, а в январе 2013 преодолел порог в 300 миллионов просмотров. Этот блог, который просматривают более 175,000 раз в день и полностью финансирумый за счёт рекламы, был создан 23-х летним студентом колледжа Шоном Скотелларо с целью сбора фанфиков и новостей, относящихся к сериалу. В конце концов, Шон решил сократить свои занятия в колледже, чтобы поддерживать сайт, популярность которого продолжала расти, вне родительского дома в Глендейле. Он считал, что сериалу на данный момент требуется унифицированная фанатская база, поскольку существовало всеобщее мнение, что Хасбро до выхода второго сезона передаст права на сериал.

### Съезды

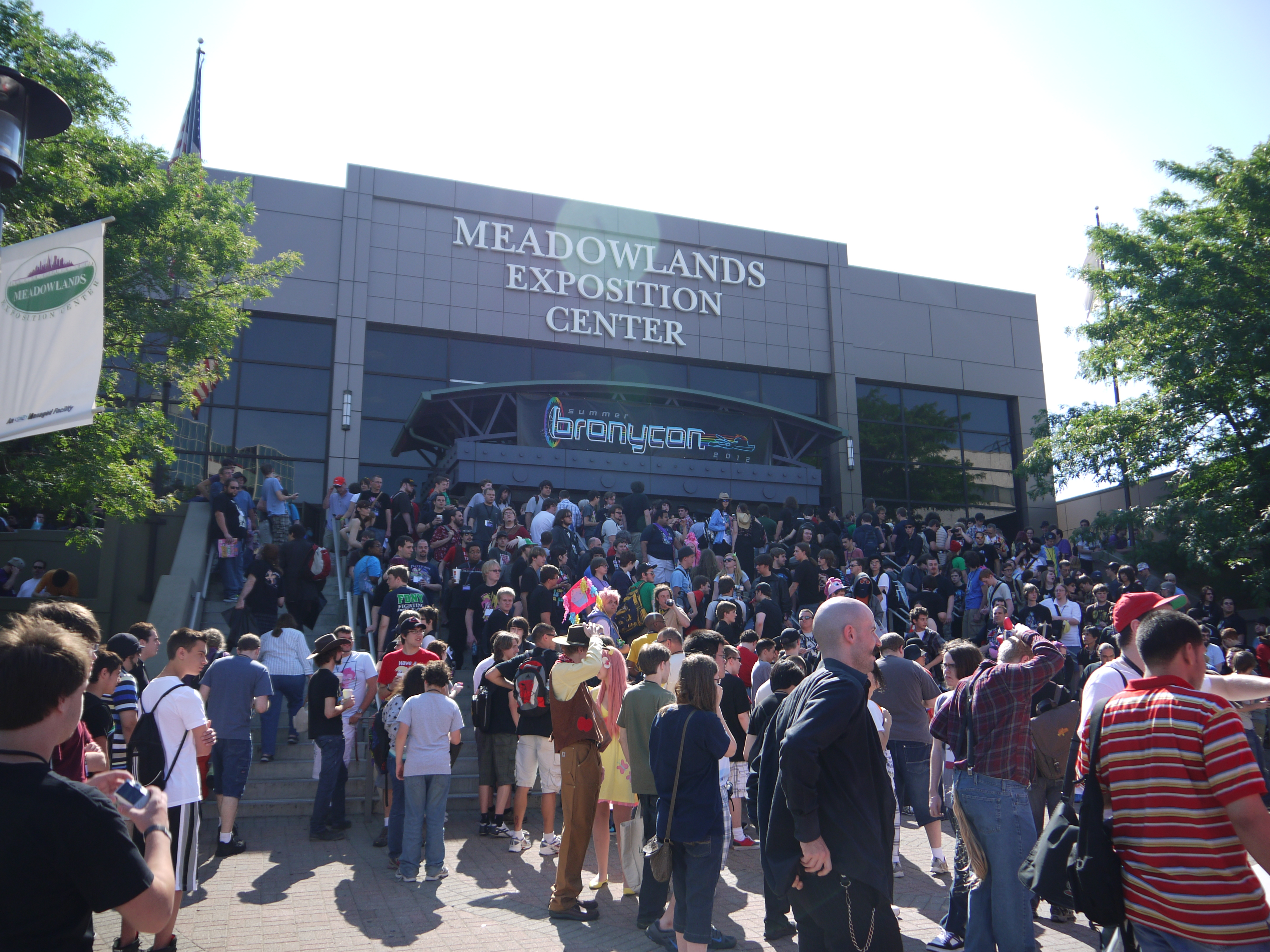
Брони ожидающие начала летнего фестиваля BronyCon 2012 года.

Фанаты организовывают местные встречи и небольшие фестивали, такие как BronyCon, проходивший в Нью-Йорке, главным гостем которого был Тиссэн, генеральный директор сериала. Первый фестиваль привлёк внимание всего ста человек, уже на третьем, прошедшем в Январе 2012, было восемьсот человек. А четвёртый фестиваль, с особыми гостями: создательницей сериала Лоурен Фауст и актёром озвучивания Джоном де Ланси, расширился до двухдневного мероприятия, проходившего в июне 2012 в центре Meadowlands Exposition Center в Нью Джерси, с более чем четырёхтысячной аудиторией. Кроме BronyCon, фестивали проходят и в других городах: Everfree Northwest в Сиэтле, Midwestria в Чикаго, Canterlot Gardens в Кливлэнде, Огайо, Equestria LA в Лос-Анжелисе, Big Apple Ponycon в Нью-Йорке (после того, как оригинальный Броникон был перемещён в 2013 в Балтимор), Sweet Apple Acres Con в Нэшвилле, GalaCon в Германии, BUCK в Манчестере и PonyCon AU в Сиднее. Эта тенденция не обошла и Россию, в Москве проходит ежегодный конвент RuBronyCon, а в Санкт-Петербурге фестиваль Своя атмосфера и Пониребрик. В других городах так же проходят конвенты, например SibBronyCon в Новосибирске. Около дюжины брони фестивалей было запланировано на 2012 год. Также организованные фестивали «My Little Pony», созданные до выхода «Friendship is Magic», такие как «My Little Pony Fair» или «UKPonyCon», также стали свидетелями увеличения их аудитории в связи с появлением брони. Длительная ежегодная художественная выставка «My Little Pony Project», где художники создают из игрушек и статуэток «My Little Pony» произведения искусства, также ощутила прирост посещаемости и вклад в насыщенность выставки от сообщества брони.

### Благотворительность и сбор средств
Фэндом занимается благотворительной деятельностью. Фонд «Спасибо брони» основан фанатами сериала, чтобы собрать средства на фанатскую рекламу на канале Hub Network в качестве благодарности создателям сериала в ноябре 2012. Было собрано намного больше средств, чем было необходимо для поставленной цели, оставшиеся средства пошли на приобретение игрушек для детей военно-служащих Соединённых Штатов. На настоящий момент в Хэмпшире фонд был реорганизован в некоммерческую 501(c)(3) организацию. Фонд заявляет, что является первой некоммерческой организацией в своём роде, основанной на медиа-продукте и сообществе его фанатов. Группа под названием «Bronies for Good» организовала сдачу крови и на протяжении 2012 года собрала около 60 000 долларов для таких благотворительных организаций, как ассоциация по борьбе с раком у детей. Актриса озвучивания Тара Стронг получала помощь от фанатского сообщества для её «Фонда помощи Кики», чтобы помочь дочери её очень близкого друга, у которой была диагностирована опухоль мозга, и заявила, что ребёнок «не жил бы сейчас, если бы не фанаты My Little Pony». Фауст попросила помощи у брони сообщества в сборе средств для центра изучения природы в Калифорнии, с предложением центра назвать некоторых из его питомцев в честь персонажей сериала, когда дотации достигнут определённого уровня.
Документальный фильм «Брони: неожиданно взрослые поклонники My Little Pony» получил в несколько раз больше денежных средств, чем было запрошено на Кикстартере, позволяя продюсерам существенно расширить рамки проекта. Группа фанатов, называющая себя «Humble Brony Bundle», принимала пожертвования от своих членов в пользу Humble Indie Bundle — благотворительной независимой распродажи видеоигр для Child’s Play и Американского Красного Креста. Дружеское соревнование с разработчиком Майнкрафта, Маркусом Персоном, значительно повысило число пожертвований в пользу Humble Indie Bundle. Уже во второй благотворительной распродаже такое дружелюбное соперничество увенчало первые места благотворительных рейтингов. Humble Brony Bundle пожертвовали около $13,000, что превысило вклады Персона и остальных участников распродажи.

### Творчество и развлечения

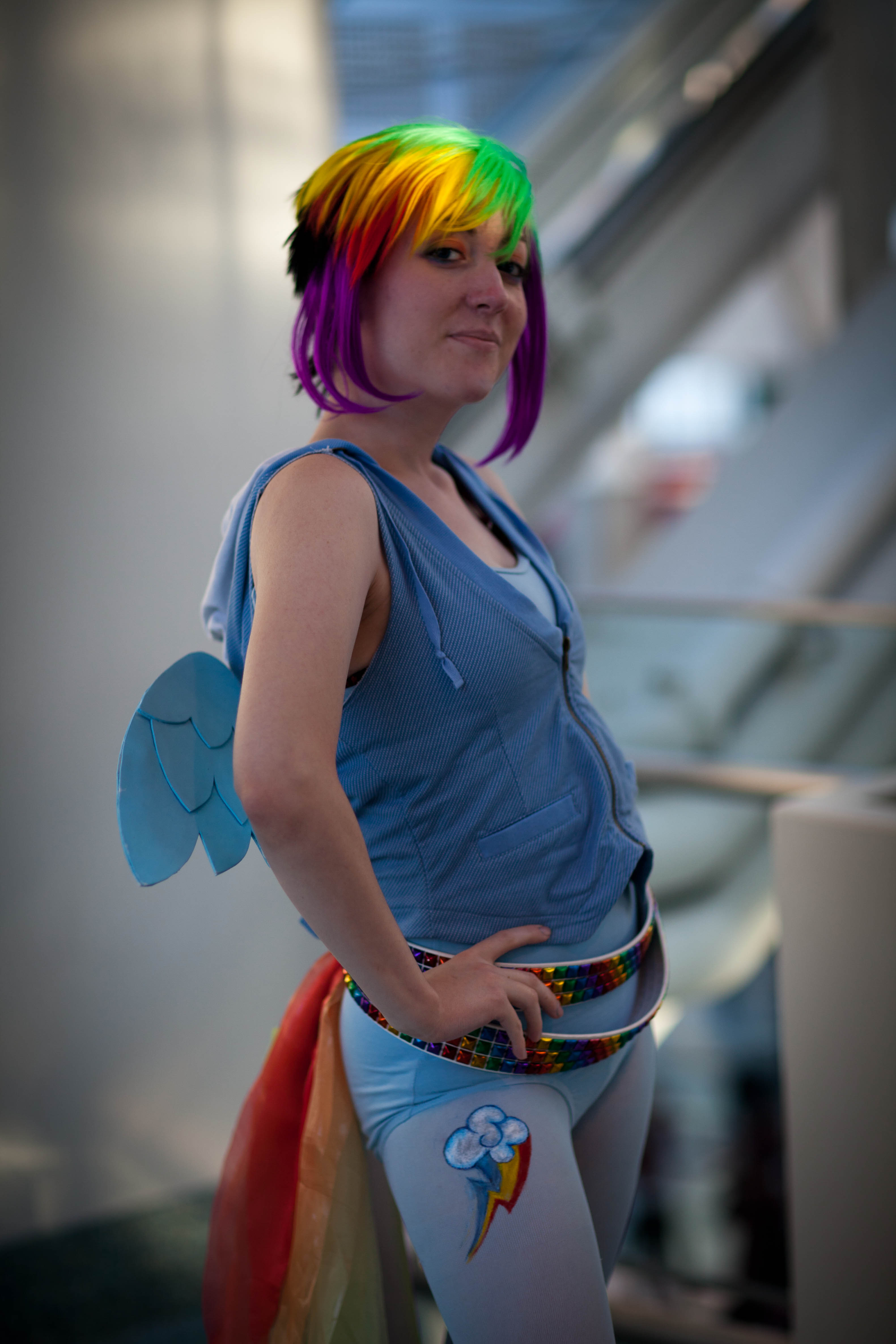
Косплей героини сериала Радуги Дэш на Anime Expo 2011 года

Многие художники используют такие сайты, как DeviantArt для демонстрации своих произведений искусства (фан-арт), основанных на вселенной «My Little Pony». На июнь 2012 на сайте DeviantArt по мотивам «Friendship Is Magic» создано более 500,000 произведений искусства. Брони также создают большое количество плюшевых игрушек и керамических фигурок оригинальных и фанатских персонажей, которые затем продаются на сайте EBay и других сайтах-аукционах. Цена некоторых игрушек превосходит $100.
Видео, основанное на материалах сериала, пародирующее его, а также музыкальные ролики, регулярно появляются на YouTube. Одним из первых видеороликов, привлёкших внимание общественности, была презентация для урока, созданная учеником старшей школы Стефаном Томасом, где с позиций науки анализировались некоторые из физически невозможных действий в «My Little Pony». Позже видео было выложено на веб-сайте Tosh.0. Ремиксы профессиональных работ с использованием персонажей из сериала были замечены и их оригинальными создателями. Так продюсер Эдгар Райт положительно отметил пони-версии трейлеров к его фильмам «Скотт Пилигрим против всех» и «Типа крутые легавые». Команда блогеров Top Gear в Британии, а также редакция журнала «Top Gear» положительно отметила видео, где использовались части их передачи с добавленными пони-персонажами. Фанатская пони-версия клипа за авторством Южно-корейского рэпера Psy, «Gangnam Style», включающая в себя «невидимый лошадиный танец» была выделена медиа-обозревателями, как один из самых лучших ремейков. Один фанат, Захари Рич, создал полнометражный эпизод «Double Rainboom» с помощью флэш-технологии, как часть его курсовой работы в Саваннском колледже Искусства и Дизайна.
Кроме анимации и других видеоматериалов, основанных на сериале, существует множество фанатских шоу, так или иначе связанных с сериалом или сообществом, например, шоу Pinkie Pie Division на YouTube, где обозреваются фанфики, написанные другими фанатами.
 Фанаты создали огромное количество фанфиков. «Fallout: Equestria», написанный пользователем «Kkat», является одним из самых длинных фанфиков и основан на серии игр «Fallout». Также фанаты создают игры и модификации к ним. Примерами служат файтинг «My Little Pony: Fighting Is Magic», а также модификации таких известных игр, как «Team Fortress 2» и «The Elder Scrolls V: Skyrim», и кроссовер произведения, объединяющие сериал и сеттинг игры. С помощью специальных программ, написанных с применением флеш-технологий, фанаты создают собственных пони-персонажей в художественном стиле сериала.
Среди фанатов много музыкантов, создающих музыкальные композиции и песни, включая кавер-версии песен из сериала. На «Everfree Network», брони-медиасети, на конец 2011 года содержалось более 4,800 фанатских песен, исполненных более чем 500 разными музыкантами. Тиссен в своих сообщениях писал, что многие из этих фанатских произведений приближаются по качеству к его студийным работам, и предлагал вариант общественного спонсирования создания музыки. Композитор сериала, Дэниэл Ингрэм, часто добавляет фанатские песни к себе на сайт. Группа фанатов-музыкантов составила благотворительный альбом из созданных ими песен, под названием «Smile». Этот альбом в течение месяца собрал более $21,000 для ассоциации по борьбе с раком у детей.

## Реакция

### Съёмочная группа

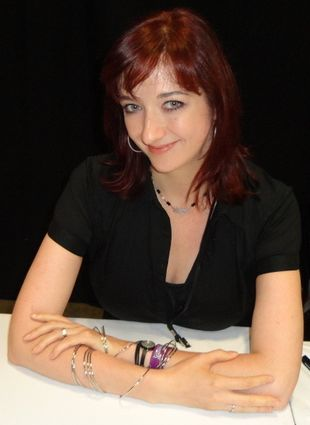
Лорен Фауст, создатель сериала, общается непосредственно с фанатами на летнем BronyCon в 2012 году

Лорен Фауст, первый продюсер сериала, выразила признательность взрослым фанатам сериала на своей странице на DeviantArt. Фауст не ожидала, что сериал будут смотреть мужчины и сказала: «Тот факт, что они всё-таки смотрят этот сериал, факт того, что они достаточно непредубеждённые, достаточно крутые, уверенные в своей мужественности достаточно для того, чтобы принимать в объятия и любить сериал, а также обсуждать свою любовь к нему в сети — я горжусь этим.» По поводу её удивленности относительно популярности сериала Фауст сказала: «Исходя из тех сообщений, которые я получила, эти серии помогали не пасть духом, объединяли родителей и детей, меняли перспективы и вдохновляли многих людей во многих местах. Кто бы мог подумать, что это из-за сериала про пони с конфетной раскраской?».
Фауст отметила цинизм по отношению к брони-фэндому со стороны общественности и прокомментировала высказывания о взрослых мужчинах, смотрящих сериал для маленьких девочек: «Они думают, что с этим что-то не так, что это — что-то плохое» и отметила, что «грустно, когда люди приходят к таким заключениям». Фауст считает, что её будущие сериалы, нацеленные на девочек, будут продаваться лучше, учитывая мужской фэндом «Friendship is Magic», и что такая программа не настолько рискованная, как это принято считать. После того, как Hasbro заставило прекратить разработку проекта «Fighting Is Magic» в связи с нарушением авторских прав на торговую марку, Фауст захотела предоставить разработчикам ранние версии персонажей, чтобы позволить им продолжить разработку без проблем с защитой прав.
Интернет-сообщества Брони позволили продюсерам сериала оперативно оценивать свою работу. Тиссен заявил: «Как только новый эпизод выходит в эфир, я могу выйти в сеть и увидеть реакцию людей в реальном времени». Ингрэм был доволен фанатской реакцией на музыку в сериале, но сказал: «Я никогда не забуду про целевую аудиторию нашего сериала, которой являются шестилетние девочки. Просто потому что это для детей… Я не думаю что это как-то влияет на то, насколько сложной я хочу делать музыку».
Актёры озвучивания также высказали своё признание взрослым фанатам. Андреа Либман, озвучивающая Пинки Пай и Флаттершай, обнаружила, что всё больше людей захотели встретиться с ней после просмотра сериала, и прокомментировала, что помимо фанатского сообщества, «есть очень талантливые художники, создающие просто невероятные вещи». Тара Стронг, озвучивающая Сумеречную Искорку, использовала свой твиттер для общения с фанатами и создала мем «Twilightlicious». Эшли Бол, озвучившая Радугу Дэш и Эпплджек, благодаря сообществу Брони получила повышенное внимание к её группе Hey Ocean!. Актриса озвучивания Мишель Кребер, озвучившая Эппл Блум и предоставляющая голос поющей Свити Белль, объединилась с фанатскими музыкантами для создания новых произведений.

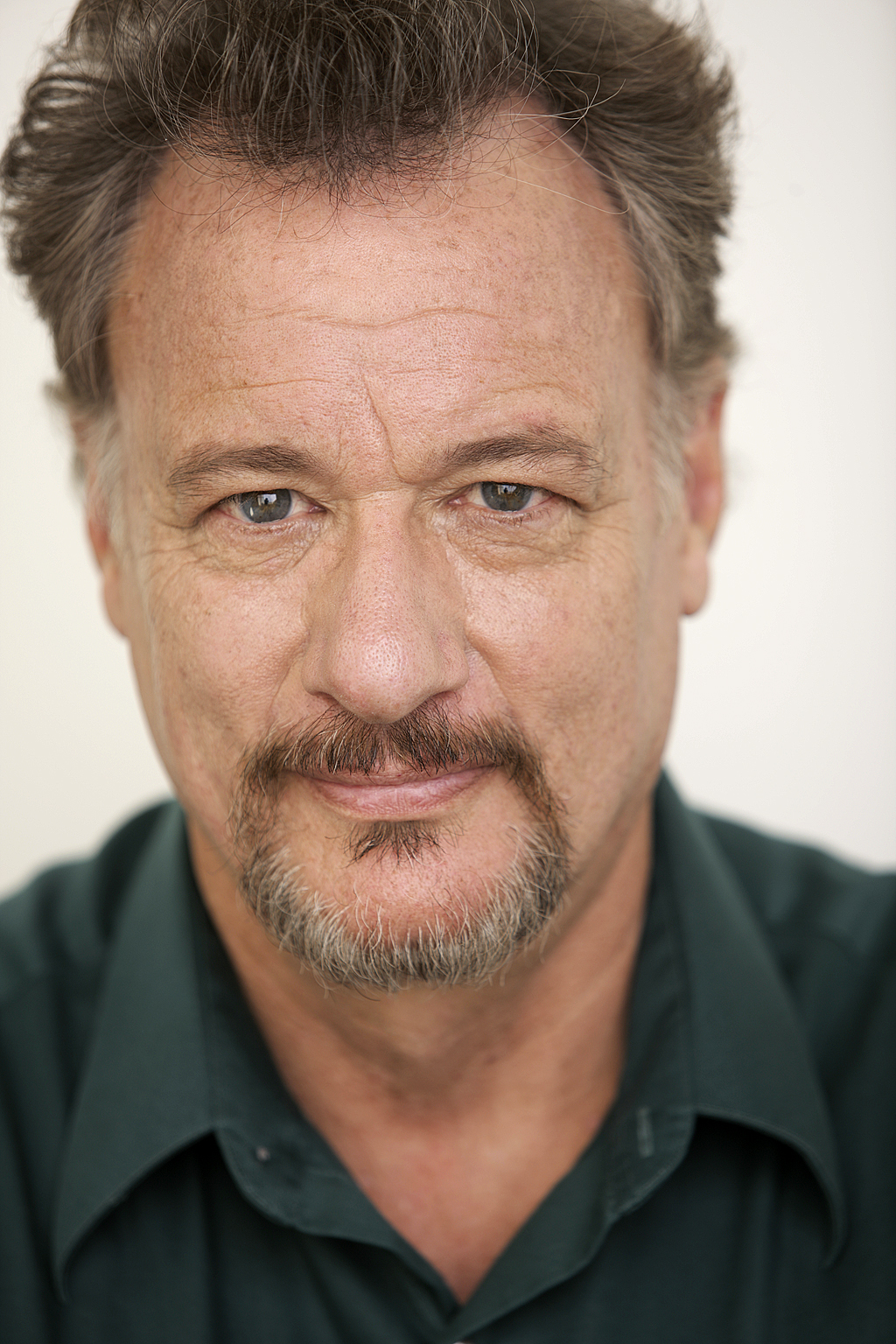
Актёр Джон де Ланси, озвучивший Дискорда в трёх эпизодах, был так поражён вниманием поклонников, что участвовал в разработке документального фильма о Брони

Джон де Ланси был рад внезапным всплеском фанатской активности в сообществе к нему и его персонажу после трансляции серий, где он озвучивал Дискорда. Он сравнил мужской фэндом сериала «Дружба — это чудо» с большим количеством фанатов-девушек сериала Стар Трек. Также он провёл параллели поддержки фанатским сообществом этих двух сериалов. Де Ланси оказал помощь в создании документального фильма "Брони: неожиданно взрослые поклонники «My Little Pony», средства для которого были собраны на Kickstarter, приуроченный к четвёртому Броникону. Фауст, Ланси и Стронг были помещены в титры, как главные продюсеры проекта. Кампания по сбору средств закончилась с суммой превышающей 320 000 долларов, делая этот фильм вторым по величине фильмом, спонсированным за счёт сайта Kickstarter. Со времени релиза участники проекта объявили о создании продолжения документального фильма, с целью добавления новых материалов, собранных в Европейских брони-фестивалях. Этот фильм будет показан на кино-фестивалях в 2013 году.

#### Аллюзии в сериале
Фауст и производственная команда признали некоторые фанатские элементы сериала и включили их в анимацию. Хотя приоритетом Хасбро является создать дружелюбную для детей передачу, сценаристы и продюсеры, согласно Линде Стейнер, старшему вице-президенту Хасбро, «Мы, конечно, ради веселья, добавим контент для „брони“, и посмотрим, как всё пойдёт, но всё-таки наш основной приоритет — дети.» Маргарет Лоэш, президент и исполнительный директор Hub Network, сказала, что они одобряют отсылки к фэндому. Она добавила, «Мы не приближали этот момент, его приблизили фанаты, и мы не хотим бежать впереди паровоза. Мы хотим способствовать этому явлению, а не манипулировать им.» Сценарист сериала, Меган Маккарти, сказала: «Мы вбросили некоторые отсылки к поп-культуре, но мы не хотим делать что-то слишком…*подмигивает*. Это отвлекает от истории, которую мы пытаемся рассказать». Многие отсылки для взрослой аудитории включены работниками раскадровки и аниматорами, кому дана задача добавлять на задний план пони; Маккарти обращает внимание на группу пони, выглядящих как главные герои из фильма «Большой Лебовски», которые украшают задний план в боулинг-клубе в серии «The Cutie Pox».
В первой серии, пегас на заднем плане показан со скошенными глазами, следствие пропущенной шутки аниматора. Доски форчана быстро назвали персонажа Дерпи Хувс (за основу взят интернет-сленговое слово «дерп») и создали более детализированную личность для неё, несмотря на мизерное количество времени на экране. Фауст ответила фанатам и производственная команда оставила «Дерпи» с её скошенными глазами, начиная с «Feeling Pinkie Keen», где команда вставила её в одну из комедийных сцен. С тех пор персонаж стал своего рода символом фэндома. По словам руководящего директора Джейсона Тиссена, команды рассматривали персонажа, как «маленькое пасхальное яйцо».

Персонажи сериала — негодующая Радуга Дэш (слева) и Дерпи (официальное имя: «Маффинс»). Хотя Дерпи появлялась в сериале и до этого, с эпизода «The Last Roundup» у неё появились собственные реплики. Часть телезрителей посчитала, что этот персонаж показывает плохой пример психически неполноценного лица. Впоследствии, у персонажа убрали имя и изменили голос озвучивания, а также перестали рисовать скошенные глаза

В завершении первого сезона, один из аниматоров сериала подтвердил, что «Дерпи» будет фоновой пони во втором сезоне, и будет частью нескольких комедийных сцен. В оригинальной трансляции эпизода «The Last Roundup», также как и в домашнем медиа-релизе The Friendship Express, «Дерпи» была названа по имени другим персонажем, также у неё есть свои реплики и неуклюжая манера поведения, что является прямой отсылкой к брони-сообществу. Хотя большинство фанатов оценили такое включение, некоторые зрители негативно отнеслись к этому персонажу, расценивая его как оскорбление душевно больным людям. Хасбро частично изменило эти сцены, и хотя Дэрпи и присутствует в них, но её больше не называют по имени и использован другой голос. Согласно Николь Агнэлло, «некоторые зрители почувствовали аспекты эпизода „The Last Roundup“, которые не оставались верными основному посылу сериала: дружбе, что является сердцем и душой сериала.» Хасбро решили отменить изменения только для этого эпизода." Несмотря на намерения Хасбро некоторые члены брони сообщества были разочарованы, и некоторые приложили усилия чтобы восстановить оригинальный голос., «Дерпи» осталась на заднем плане остальных эпизодов этого сезона, и часто используется в маркетинге Хасбро. Например, эксклюзивная пони-игрушка Хасбро на Международном КомикКоне и ярмарке «My Little Pony» в 2012 году была основана на персонаже «Дерпи», и имеет такой же скошенный взгляд. В четвёртом сезоне «Дэрпи» была возвращена как полноценный фоновый персонаж, и даже получила довольно важную роль в эпизоде «Rainbow Falls».

Другие персонажи на заднем плане, не имеющие реплик в сериале, также получили свою долю внимания от фэндома. Так, единорог ядовитой раскраски в солнцезащитных очках, выступающая в качестве диджея в кратковременной сцене в серии «Suited for Success», получила имя «DJ P0N-3» в онлайн голосовании на сайте Equestria Daily. Впоследствии это имя было использовано в рекламе полнометражного фильма «Equestria Girls». Персонаж также исполнял роль диджея в конце второго сезона, в эпизоде «A Canterlot Wedding — Part 2», и стал частью нового релиза игрушек в позднем 2012 году, также представлял эксклюзивную фигурку на комикс-фестивале В Сан Диего, в 2013 году.
Фанаты сериала назвали коричневого пони с растрёпанной гривой и знаком отличия в виде песочных часов «Доктор Хувс» из-за предполагаемой схожести с ролью доктора, исполненной Дэвидом Тэнантом, из долго идущего сериала ВВС «Доктор Кто». У персонажа было несколько реплик в серии «Call of the Cutie» и короткая роль секунданта в серии «The Super Speedy Cider Squeezy 6000». Другие медиа-издания быстро подхватили традицию; линейка торговых карточек Интерплэя ассоциировала персонажа, которого назвали «Time Turner», с разнообразными событиями в Понивилле, названными «timey-wimey», что является прямой аллюзией на знаменитую цитату из серии «Blink», в то время как на одной из эксклюзивных обложек комиксов Friendship Is Magic Доктора Хувз был помещён среди каноничных элементов и символов сериала «Доктор Кто».

### Hasbro и Hub Network

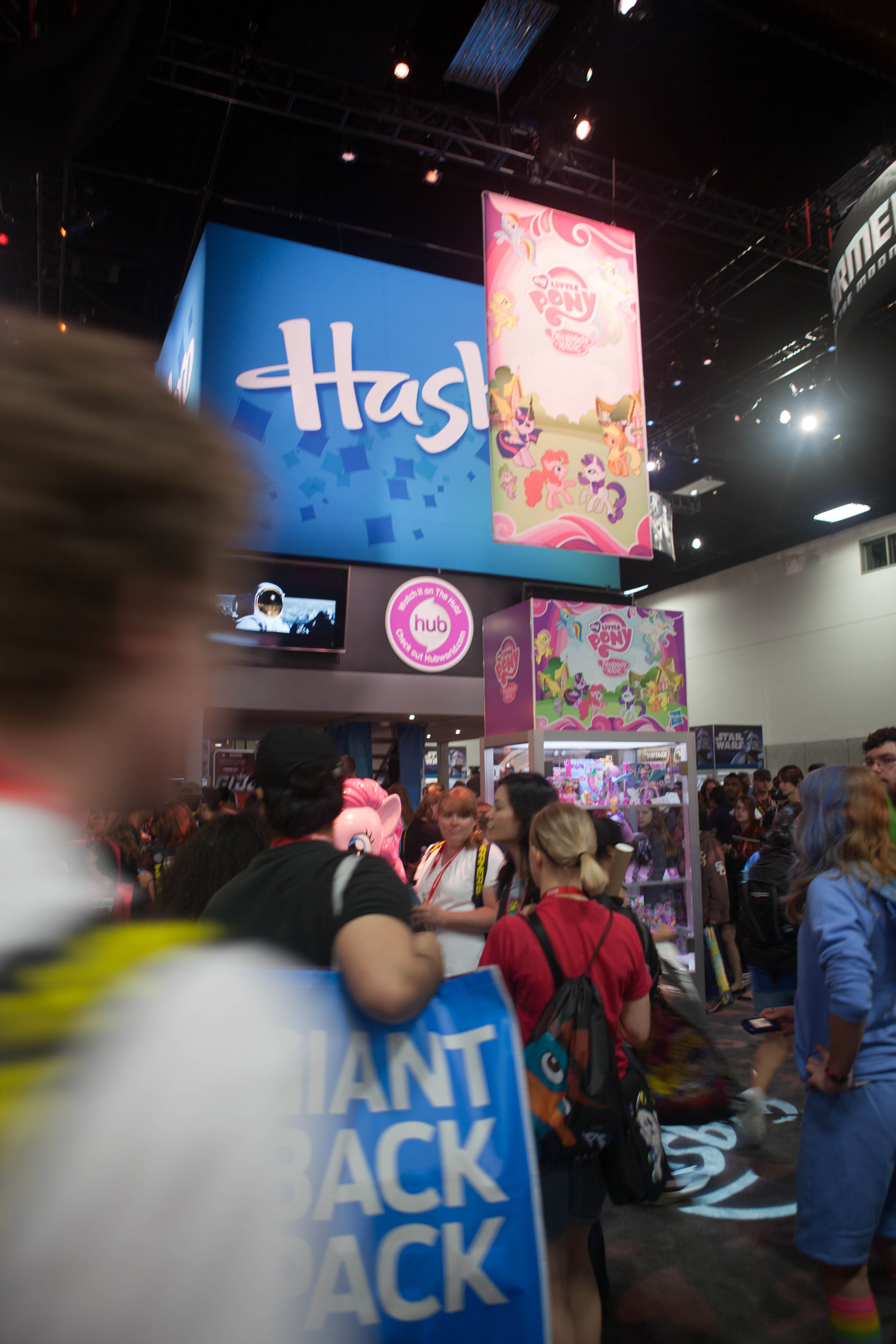
Реклама сериала «Дружба — это чудо» на рекламном стенде Hasbro (Comic-Con в Сан-Диего, 2011)

Hasbro и Hub Network также стремились найти рынок сбыта среди брони. Стейнер сказал: "Вы создаёте самое лучшее шоу, какое можете, с надеждой на то, что юмор перейдёт на более широкие аудитории. Но я работал в этой сфере уже 25 лет, и я никогда не видел ничего подобного. Пресс-секретарь компании сказала, что брони являются «небольшой группой фанатов сериала, которая не обязательно соответствует представлению о целевой аудитории бренда», тем не менее, основная взрослая аудитория на рынке состоит преимущественно из мужчин. Несмотря на такую малочисленную аудиторию, сеть Hasbro и Hub Network предпочла «отдать честь и хвалу всем зрителям, полюбившим наш бренд», по словам Маргарет Лоеш, генерального директора Hub Network и бывшего исполнительного продюсера ранних сериалов «My Little Pony». Хасбро позволило фэндому быть органичным движением, ведущему к его росту и развитию, согласно со Стефаном Дэвисом, главой студии Хасбро.

Подростки и более зрелые фанаты высказали интерес к приобретению одежды с персонажами из сериала. Хасбро поставляла своим дружественным компаниям-продавцам одежды, таким как «Hot Topic», футболки и прочую одежду с символикой «My Little Pony», для обоих полов и для всех возрастных групп. Несколько позже Хасбро стало расценивать «My Little Pony» как бренд «Стиль жизни», и на момент февраля 2013 года распространила около 200 лицензий на 15 категорий продуктов. По словам Джули Даффи, вице президента Hasbro по связям с общественностью, пока их основной рынок демографически молод, «Hasbro нашли правильный баланс, работая с их лицензиями, чтобы предоставить взрослым фанатам захватывающие товары, созданные специально для них».
Hub Network использовал рекламный билборд в Лос-Анджелесе, показывающий пони-персонажей, пародирующих фильмы «Девичник в Вегасе» и «Полтергейст».
Hub Network также сделал пародию на техно-ориентированный магазин Apple, который включал в себя фразу «Для этого есть пони». Рекламная кампания, ведущая к финалу второго сезона, «A Canterlot Wedding», в котором Шайнинг Армор, брат Искорки, женится на Принцессе Каденс, спародировала элементы Британской королевской свадьбы 2011 года, включая размещение рекламы в The New York Times в секции свадеб.
Во время зарождения фэндома Hasbro толерантно относилось к загрузке материалов, связанных с сериалом, на такие сайты, как YouTube. Однако, в позднем 2011 году, фанатский сайт, названный «Ponyarchive», выкладывавший полные серии в высоком разрешении, которые продавались на iTunes, закрылся после получения предупредительных писем от Hasbro. В остальном же, политика Хасбро допускала рост фэндома. ещё в одном инциденте, Хасбро потребовало принять меры по защите торгового знака и авторских прав от группы фанатов, работающих над большой онлайн мультиплеер игрой, MLP: Online, хотя разработчики, после работы с командой Хасбро, ищут способ воссоздать игру не нарушая авторских прав. Несмотря на то, что многие фанатские видео совмещают в себе материалы из сериала и элементы, взятые из фильмов, недопустимые для просмотра детям, например «Inglourious Basterds», либо ненормативную лексику от таких музыкантов, как Wu-Tang Clan, Хасбро не предприняло никаких действий для удаления этих материалов, поскольку такое количество пародий и ремиксов от участников культурного движения привлекало к сериалу ещё больше внимания. В свете принятия SOPA, Даниел Най Гриффис рассмотрел использование материала без разрешения правообладателей и создание новых работ с помощью них как неизбежный результат появления любого медиа-продукта, у которого есть своя фан-база, и похвалил Хасбро за поддержку подобной деятельности, вместо бесконечных и бесполезных попыток её остановить. Ближе к текущему моменту Хасбро стало вести более активную политику, как например отсылка писем с обвинениями более известным проектам, например, «My Little Pony: Friendship Is Magic» и MLP Online, и продажа серий на YouTube, что в свою очередь привело к удалению некоторых фанатских видео из системы учёта контента YouTube.
Ежемесячный комикс «My Little Pony: Friendship Is Magic» начал публиковаться IDW Publishing в ноябре 2012 года. Комикс, как и сериал, нацелен на младшую аудиторию и их родителей, но включает в себя разнообразные отсылки к поп-культуре и фэндому, чтобы привлечь более зрелых читателей. IDW заявила, что более 100,000 копий первого издания были предзаказаны, превосходя по продажам многие другие комиксы в этом месяце, и делая это издание самым хорошо продаваемым в истории IDW, наряду с самым хорошо продаваемым ежемесячным изданием 2012 года. IDW запланировало переиздать первое издание чтобы удовлетворить будущие запросы, а также переиздать весь первый сезон как самостоятельное произведение в 2013 году. Ежемесячный комикс и его отдельные «микро-издания», показывающие единичные истории, которые рассказывают про одного персонажа, регулярно выходят в топ 100 самых продаваемых изданий месяца, являясь одними из немногих изданий, не принадлежащих «Marvel» или «DC», обходя «The Walking Dead», который также появился в списке, и остаются самыми продаваемыми материалами IDW.

### Критика
Взрослая аудитория фэндома воспринимается многими негативно. Журналистская оценка феномена брони затмила положительные оценки критиков, которые получил сериал. Сообщество брони столкнулось с насмешками и троллингом на интернет-форумах, даже без оглядки на прошлое на 4chan’е. Комедийная передача новостного канала The Fox «Red Eye» с Грегом Готфелдом отпустила много шуток по поводу мужской аудитории сериала. Курт Шликтер из BigHollywood.com назвал этот феномен «ужасным новым трендом» и написал: «Голливуд, неужели ты позволишь существовать ужасной незрелости этих чудиков. Нет. Пора прекратить это безумие.» Комментируя статью Шликтера, Грег Полловитз из издания «National Review Online» написал, что, учитывая целевую аудиторию сериала, он не может понять, как сериал относится к взрослым мужчинам. Джерри Спрингер выслал приглашение членам фэндома на своё шоу. Многие фанаты попросили приглашённых не участвовать в передаче, опасаясь того, что в шоу будут освещены только негативные аспекты фэндома. Хотя Спрингер включил сегмент в шоу октября 2012 года под названием «Возмутительные постыдные удовольствия» при участии двух человек, назвавших себя брони, такие сайты, как The Daily Dot, полагают, что это были обычные актёры, после того, как волна предупреждений прокатилась по фэндому. Группа хакеров GNAA атаковала определённые страницы на сайте Tumblr в начале декабря 2012, в основном те, на которых происходило общение фэндома, либо были в нём замечены, хотя эти атаки и были остановлены, а уязвимости уничтожены персоналом сервиса, атаки включали в себя спам оскорблениями и угрозами о приближающемся движении по уничтожению брони.
Некоторые медиа-ресурсы были критично настроены к материалу фэндома, созданному фанатами, ориентированному на взрослую часть аудитории. В некоторых случаях дети могут увидеть подобные материалы во время поиска эпизодов сериала, вынуждая родителей обсуждать темы секса и порнографии с их детьми. Серия пародийных мультфильмов, нарисованная аниматором Максом Гиларди в стиле Джона Крисфалуси, показывает персонажей во взрослых сценах, которые были описаны сайтом io9 как «отвратительные… и вне всякого сомнения, небезопасные для просмотра». Сегмент шоу Говарда Стерна в июле 2012 сделал упор на порнографическом аспекте брони-фэндома, часто называемом «клоп», хотя как минимум один журналист заявил, что это малая часть огромного сообщества. Аманда Маркотт из «Slate» высказала мнение, что преображение пони-персонажей в девочек-подростков в полнометражном фильме My Little Pony: Equestria Girls было сделано с целью удовлетворить взрослых фанатов, которые «выразили сильный интерес к тому, чтобы видеть пони в сексуальных, очеловеченных формах». В одном случае, несколько медиа-обозревателей выделили письмо, написанное брони, который заявлял, что женится на Сумеречной Искорке, к фанатскому художнику, который рисовал персонажа в эротических сценах, с требованием прекратить подобную деятельность. Таким образом, обозреватели хотели выделить нелепую природу Интернета и фэндома в частности.
Рэбекка Энжел в колонке «Geekmom» для «Wired» рассказала о, по большей степени, негативных отзывах от своих коллег касательно столь большого количества мужчин в культуре брони, описывая интерес зрелых людей как форму эскапизма, и что сериал предоставляет персонажей, с которыми фанаты могут себя соотнести и которых они могут обсудить. Она также обратила внимание на двойной стандарт, когда девушки могут потреблять медиа-продукты, ориентированные на мужчин без каких-либо нареканий, в то время как брони-мужчины становятся объектом критики из-за их интереса к сериалу. Энжел позже охарактеризовала брони-фэндом как бунтарский по отношению к гендерным ролям, утверждая, что «Иметь заинтересованность в чём-либо, что идёт вразрез с тем, что должны любить мужчины — самый скрытный вид бунта». В таком же ключе сегмент «Idea Channel» канала PBS заявил, что насмешки, полученные брони-сообществом обоснованны частично тем, что мужская любовь к сериалу ставит под вопрос устоявшееся мнение о гендерных ролях в масс-медиа.
Некоторые части фэндома часто реагировали негативно на некоторые изменения в сериале, как написано выше, изменения внесённые в серию «The Last Roundup», включающую в себя персонажа Дерпи Хувс. Аналогично, финальный эпизод третьего сезона, «Magical Mystery Cure», закончился перевоплощением главной героини, Сумеречной Искорки, в крылатого единорога (аликорна) и наречением её принцессой. Это изменение было оглашено до выхода серии в эфир, и часть фэндома критично отнеслась к изменению, называя это «точкой надлома» для сериала, в то время как другие рассмотрели это как важное изменение одного из самых популярных героев сериала, с которым мог соотнести себя брони фэндом. Создатели сериала были вынуждены оправдаться, что несмотря на то, что физическое представление Искорки было изменено, это никак не повлияет на её личность и основную концепцию сериала. На анонс полнометражного фильма «My Little Pony: Equestria Girls», в котором персонажи перевоплощаются в девочек-подростков и ходят в старшие классы школы, большая часть взрослых фанатов отреагировала негативно. Некоторые предположили, что это корпоративная игра Hasbro, уводящая с направления, заданного Фауст в начале сериала, тогда как другие отметили шаблонный аспект комедии в школе, непропорциональную рисовку персонажей, и другие факторы. Фанатский сайт «Equestria Daily» опубликовал предупреждение своим читателям не срываться на создателей сериала, которые также работали над фильмом, а другие более влиятельные члены фэндома призывали других продолжать поддерживать создателей. Корреспондент «Equestria Daily» Шон Скотелларо определил поведение сообщества как «типичную реакцию, когда происходят изменения в твоём любимом сериале».

### В другой прессе
Изначально игрушки «My Little Pony» собирались, в основном, женщинами, которые росли с этими игрушками на протяжении восьмидесятых и девяностых годов, до того, как Hasbro оживила серию выпуском линии игрушек «Friendship is Magic». В соответствии с заявлением Саммер Хэйс, автором шести книг о коллекциях игрушек «My Little Pony» и организатором ежегодной ярмарки коллекционеров «My Little Pony», некоторые из этих коллекционеров оценили внимание брони сообщества. Хэйс сказала, что фэндом участвовал в ярмарке игрушек, и что другие коллекционеры были возмущены внезапной популярностью «Friendship is Magic». Она сказала, что изначальные фанаты и коллекционеры подумали: «а что насчёт нас? Мы были здесь с самого начала, и никого это не волновало. А теперь, когда повсюду эти двадцатилетние ребята, сходящие с ума по этому поводу, внезапно это стало важным и начало что-то значить.» Хэйс также сказала: «Обращаясь к брони, я скажу: думаю, что „My Little Pony“ это круто, так что больше возможностей вам».
Новый фэндом обратил на себя внимание таких медиа-обозревателей, как Wired, новостной канал Fox и журнал The Wall Street. Стефен Колберт обращался к брони-фэндому как минимум дважды в его комедийных выпусках новостей «Репортаж Колберта», хотя с тех пор положительный контакт с фан-базой был поставлен под вопрос. Эрин Бйрнетт из CNN’s Outfront в репортаже с летнего броникона 2012 года закончила его демонстрацией перекрашенного персонажа из сериала, представляющего её «понифицированную» версию. Фанаты подарили ей несколько произведений искусства с её персонажем, как бы говоря «Добро пожаловать в табун». Комедийная передача на радиостанции NPR «Погодите, что… не говорите мне!» выделила брони фэндом в эпизоде в июне 2011, и на следующей неделе ведущие опросили бывшего президента США Билла Клинтона про элементы из сериала во время интервью по телефону, которое называется «Не моя работа»; Клинтон правильно ответил на три вопроса с разными вариантами ответов, что привело к тому, что как минимум один журналист отзывался о нём, как о брони. Новостной эпизод о жаре в Кливлэнде, обозревающий фанатские фестивали, также включал в себя отсылки к брони-фэндому.
Лексикограф Грант Баретт записал «брони» как памятное новое слово 2011 года. Time назвало «брони» девятым лучшим мемом 2011, сайт по изучению мемов «знай свой мем» вписал его в список десяти лучших мемов 2011, и PC Magazine назвал это одним из лучших мемов 2011.

## В поп-культуре

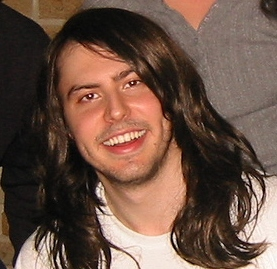
Музыкант Andrew W.K. заявил, что он непосредственно связан с гиперактивным экстравертным характером Пинки Пай

Развитие фэндома My Little Pony: Friendship Is Magic привело к появлению отсылок в поп- и инди-культуре, а также, что нетипично, в менее популярном андерграунд-искусстве.
Музыкант Andrew W.K., фанат сериала, полностью соотносящий себя с чрезмерно активным персонажем Пинки Пай, сказал: «Она просто ещё одно существо в этом мире, также как и я, делающее всё, что может, чтобы повеселиться», и добавил, что «чувствует себя вдохновлённым, видя, как персонаж распространяет радость и веселье вокруг себя». Он создал панель, названную «Что бы сделала Пинки Пай?», на фестивале Canterlot Gardens в сентябре 2012, позже описав свои впечатления как «самые сильные ощущения в моей жизни». Рэпер MC Chris выпустил песню под названием «Discord (My Little Brony)» первого апреля 2012 года, показав свою информированность о сериале и его культуре.
Анимационное телевизионное шоу «Псих» подкалывало Friendship Is Magic как минимум дважды, один из его сегментов назывался «Моя маленькая военная лошадь». Секретный уровень в Diablo III включал в себя врагов под названием «Rainbow Western», «Midnight Sparkle» и «Nightmarity», создавая аллюзии на Friendship is Magic. В интервью для связанных с видеоиграми подкастов Geek a Week разработчики игр Маркус Перссон (основатель и бывший владелец Mojang) и Гейб Ньюэлл (генеральный директор Valve) сказали, что они фанаты Friendship is Magic. Owlchemy Labs добавили «брони-режим» в видеоигру Snuggle Truck как бесплатное дополнение в октябре 2012 в качестве поддержки сообщества брони. Дополнение заменяет пушистых животных, которых игрок должен провести через ландшафт, на пони, которыми и вдохновились создатели игры. Дополнительный персонаж Borderlands 2, Mechromancer, доступный как загружаемый контент, включает в себя бесчисленные отсылки к сериалу и фанатам через дерево навыков.
Пиратская Партия Парламента Германии в Abgeordnetenhaus Берлина (Парламент Берлина) настояла на включении перерыва во время самых напряжённых моментов дебатов в зале парламента, назвав его «Время пони». Во время перерыва ведётся показ одной из серий сериала, что, однако, оставило недовольными многих членов Берлинского парламента. Слабоорганизованная группа интернет-активистов «Anonymous» использовала персонажа Радугу Дэш, чтобы обезобразить сайт Социал-демократической партии Австрии в 2011 и 2012 годах. Хакер-подросток использовал имя «Пинки Пай» и фанатский рисунок персонажа с топором для анонимности как часть успешного взлома в 2012 году для конкурса, организованного Google Chrome для проверки защиты веб-браузера; он же был первым, взломавшим защиту во втором конкурсе, проходившим позже в этом же году. Майское обновление 2013 года, вышедшее для видеозвонков Google Hangouts, имело в себе пасхальное яйцо, при активации которого по экрану чата начинали пробегать пони. Стилизованный логотип был опубликован и в официальном Facebook-блоге Firefox.
По фанатскому произведению были также переписаны две серии сериала «Сверхъестественное»: 5 и 6 серии 7 сезона обзавелись кексами, фактически начинёнными человеческими внутренностями.
Статья, появившаяся в The New York Times 26 декабря 2011 года, «Направляя любовь и аутизм» за авторством Эми Хармон, описывала, как молодая девушка с синдромом Аспергера использовала персонажей My Little Pony, чтобы снять стресс. Она визуализировала персонажа Сумеречную Искорку каждый раз, когда «была в плохом настроении». В статье Флаттершай спутали с Сумеречной Искоркой из оригинальной публикации, и газета потребовала коррекции, которую некоторые журналисты назвали «лучшей коррекцией New York Times», хотя некоторые увидели в этом знак целостности редакции Times. Фанаты связались с Хармон по поводу ошибки, и она сказала: «Я терпеть не могу, когда у меня что-то получается неправильно, но, должна признаться, мне понравилось исправлять эту ошибку».
Уильям Шетнер подтвердил, что стал Брони, в своем личном твиттере и был приглашенной звездой в седьмом сезоне сериала «Идеальная пара» вместе с Фелицией Дэй, которая появилась в том же эпизоде.